# Takatsukasa Hiromichi
Takatsukasa Hiromichi est un nom japonais traditionnel ; le nom de famille (ou le nom d'école), Takatsukasa, précède donc le prénom (ou le nom d'artiste).
Takatsukasa Hiromichi 鷹司煕通; (2 avril 1855 à Kyōto - 17 mai 1918) est un descendant de l'aristocratique famille Takatsukasa issue de Konoe Iezane, qui a fourni un certain nombre de régents japonais jusqu'à la restauration de Meiji.

## Biographie
Il est le onzième fils adopté de Takatsukasa Masamichi. Son père biologique est Kujō Hisatada (九条尚忠).
Hiromichi entame une carrière militaire après avoir été d'abord confié, enfant, au Sanhō-in (temple bouddhiste), et destiné à une carrière ecclésiastique. En 1872, il est envoyé pour une formation militaire en Allemagne. Après son retour, il fréquente l'école militaire de Koyama où il reçoit sa commission de lieutenant en 1879. Bon cavalier, il accède plus tard aux rangs de général d'État major et grand maréchal de cour de l'empereur Yoshihito.
Il est marié à Yasuko, fille de Tokusama Iesato. Ses fils sont Nobusuke (信輔; 1890-1959), Nobuhiro (信熙; 1892–1981), Nobutaka (信敬) ainsi que Nobuatsu (信淳; 1893–1941), qui est adopté par la famille royale. Il a aussi une fille Fusako (房子, 1887-1918) et il en adopte une autre de Matsuzono Naoyoshi.

## Source de la traduction
- (de) Cet article est partiellement ou en totalité issu de l’article de Wikipédia en allemand intitulé « Takatsukasa Hiromichi » (voir la liste des auteurs).